# Peter Hunt (regisseur)
Peter R. Hunt (Londen, 11 maart 1925 – Santa Monica, Californië, 14 augustus 2002) was een Engelse filmregisseur en filmmonteur.
Hunt is bij het grote publiek vooral bekend als de regisseur van de zesde James Bondfilm On Her Majesty's Secret Service uit 1969. Hij was echter ook voor die tijd al sterk betrokken bij de Bondfilms. Hunt verzorgde de montage van de eerste vijf Bondfilms Dr. No, From Russia with Love, Goldfinger,Thunderball, en  You Only Live Twice waarvoor hij tevens fungeerde als rechterhand van de regisseur.
De film werd een minder groot kassucces dan zijn voorganger in de Bondreeks. Er werd wel gezegd dat dit kwam doordat James Bond – voordien steevast vertolkt door acteur Sean Connery – door een nieuwe acteur (George Lazenby) gespeeld werd. Het karakter van de film week echter ook sterk af van de andere Bondfilms, doordat Hunt als enige zeer dicht bij het originele verhaal van schrijver Ian Fleming bleef. Sommige liefhebbers noemen de film om die reden dan ook de beste film uit de hele Bondreeks.
Hunt was ook de regisseur van enkele afleveringen van The Persuaders, een televisieserie met Roger Moore in de hoofdrol.

## Filmografie

### Film
| Jaar | Titel                                  | Filmmonteur | Regisseur | Overige | Notes                               |
| ---- | -------------------------------------- | ----------- | --------- | ------- | ----------------------------------- |
| 1940 | The Thief of Bagdad                    |             |           | Ja      | Als assistent filmmonteur           |
| 1943 | The Life and Death of Colonel Blimp    |             |           | Ja      | Als assistent filmmonteur           |
| 1949 | Badger's Green                         |             |           | Ja      | Als assistent filmmonteur           |
| 1950 | They Were Not Divided                  |             |           | Ja      | Als assistent filmmonteur           |
| 1950 | Gone to Earth                          |             |           | Ja      | Als assistent filmmonteur           |
| 1951 | Cheer the Brave                        |             |           | Ja      | Als assistent filmmonteur           |
| 1952 | The Man Who Watched Trains Go By       | Ja          |           |         |                                     |
| 1953 | Wheel of Fate                          |             |           | Ja      | Als sound editor                    |
| 1953 | House of Blackmail                     |             |           | Ja      | Als assistant filmmonteur           |
| 1954 | Orders Are Orders                      |             |           | Ja      | Als assistant filmmonteur           |
| 1954 | Burnt Evidence                         |             |           | Ja      | Als assistant filmmonteur           |
| 1954 | Stranger From Venus                    | Ja          |           |         |                                     |
| 1956 | The Secret Tent                        | Ja          |           |         |                                     |
| 1956 | Doublecross                            | Ja          |           |         |                                     |
| 1956 | A Hill in Korea                        | Ja          |           |         |                                     |
| 1957 | The Admirable Crichton                 | Ja          |           | Ja      | Als second unit director            |
| 1958 | Next to No Time                        | Ja          |           |         |                                     |
| 1958 | A Cry from the Streets                 | Ja          |           |         |                                     |
| 1959 | Ferry to Hong Kong                     | Ja          |           |         |                                     |
| 1960 | Sink the Bismarck!                     | Ja          |           |         |                                     |
| 1960 | There Was a Crooked Man                | Ja          |           |         |                                     |
| 1961 | The Greengage Summer                   | Ja          |           |         |                                     |
| 1961 | On the Fiddle                          | Ja          |           |         |                                     |
| 1962 | H.M.S. Defiant                         | Ja          |           |         |                                     |
| 1962 | Dr. No                                 | Ja          |           |         |                                     |
| 1963 | Call Me Bwana                          | Ja          |           |         |                                     |
| 1963 | From Russia with Love                  | Ja          |           |         |                                     |
| 1964 | Goldfinger                             | Ja          |           | Ja      | Als second unit director            |
| 1965 | Thunderball                            | Ja          |           | Ja      | Als second unit director            |
| 1965 | The Ipcress File                       | Ja          |           |         |                                     |
| 1966 | Strange Portrait                       | Ja          |           |         |                                     |
| 1967 | You Only Live Twice                    | Ja          |           | Ja      | Als second unit director            |
| 1968 | Chitty Chitty Bang Bang                |             |           | Ja      | Als title sequence director         |
| 1969 | Arthur! Arthur!                        | Ja          |           |         |                                     |
| 1969 | On Her Majesty's Secret Service        |             | Ja        |         |                                     |
| 1974 | Gold                                   |             | Ja        |         |                                     |
| 1976 | Shout at the Devil                     |             | Ja        |         |                                     |
| 1977 | Gulliver's Travels                     |             | Ja        |         |                                     |
| 1980 | Rough Cut                              |             | Ja        |         | Uncredited; Vervangen by Don Siegel |
| 1980 | Night Games                            | Ja          |           |         |                                     |
| 1981 | Death Hunt                             |             | Ja        |         |                                     |
| 1983 | The Jigsaw Man                         |             |           | Ja      | Als second unit director            |
| 1985 | Wild Geese II                          |             | Ja        |         |                                     |
| 1986 | Hyper Sapien: People from Another Star |             | Ja        |         |                                     |
| 1987 | Assassination                          |             | Ja        |         |                                     |

### Televisie
| Jaar | Titel                         | Editor | Regisseur | Notes                                    |
| ---- | ----------------------------- | ------ | --------- | ---------------------------------------- |
| 1971 | The Persuaders!               | Ja     | Ja        | Aflevering: "Chain of Events"            |
| 1972 | Shirley's World               |        | Ja        | Aflevering: "Always Leave Them Laughing" |
| 1978 | The Beasts Are on the Streets |        | Ja        | Televisiefilm                            |
| 1983 | Philip Marlowe, Private Eye   |        | Ja        | Afleveringen                             |
| 1984 | The Last Days of Pompeii      |        | Ja        | 4 Afleveringen                           |
| 1991 | Eyes of a Witness             |        | Ja        | Televisiefilm                            |

- Bibsys: 11013149
- Biblioteca Nacional de España: XX1277045
- Bibliothèque nationale de France: cb13895413g (data)
- Gemeinsame Normdatei: 122444841
- International Standard Name Identifier: 0000 0000 8077 1921
- Library of Congress Control Number: no98075780
- Nationale Bibliotheek van Tsjechië: pna2008456646
- Nederlandse Thesaurus van Auteursnamen: 071350829
- Istituto Centrale per il Catalogo Unico: TSAV370949
- SNAC: w6z64272
- Système universitaire de documentation: 160588316
- Trove: 1458943
- Virtual International Authority File: 46946740
- WorldCat: E39PBJcKJmTkr4Fy6hDckBwgrq